# 칭바이장구
칭바이장구(한국어: 청백강구, 중국어: 青白江区, 병음: Qīngbáijiāng Qū)는 중화인민공화국 쓰촨성 청두시의 현급 행정구역이다. 넓이는 392km2이고, 인구는 2007년 기준으로 400,000명이다.

## 기후
연평균 기온은 16°C이고 연평균 강수량은 905mm이다.

## 행정 구역
2개 가도, 7개 진, 2개 향을 관할한다.
- 가도: 红阳街道, 大弯街道
- 진: 弥牟镇, 大同镇, 城厢镇, 祥福镇, 姚渡镇, 清泉镇, 龙王镇
- 향: 福洪乡, 人和乡